# جوردي كاباييرو
جوردي كاباييرو (بالإنجليزية: Jordi Caballero)‏ هو ممثل أمريكي، ولد في 5 فبراير 1965.

## وصلات خارجية
- الموقع الرسمي
- جوردي كاباييرو على موقع IMDb (الإنجليزية)
- جوردي كاباييرو على موقع أول موفي (الإنجليزية)
- جوردي كاباييرو على موقع قاعدة بيانات الفيلم (الإنجليزية)